# Mocetinostat
Mocetinostat ist ein Histondeacetylasen-Inhibitor, der sich zurzeit in klinischen Studien zur Therapie von verschiedenen Krebserkrankungen, wie z. B. Follikuläres Lymphom, Hodgkin-Lymphom und Akute myeloische Leukämie, befindet.
Arzneilich wird das Dihydrobromidsalz verwendet.

## Wirkmechanismus
Mocetinostat inhibitiert selektiv die Histondeacetylasen 1,2,3 und 11, was zu einer Hyperacetylierung von Histonen in Tumoren führt. Daraufhin kommt es zu einer Unterbrechung des Zellzyklus, zur Expression des Proteins P21 und darauffolgend zur Apoptose der Tumorzelle.